# Jo Walton
Jo Walton (Aberdare, 1 de desembre de 1964) és una escriptora britànico-canadenca de ciència-ficció i fantasia, guanyadora dels premis John W. Campbell, Hugo, Nébula i Mundial de Fantasia. Nascuda a Aberdare, Gal·les, l'1 de desembre de 1964 resideix al Canadà des de 2002.

## Publicacions

### Novel·les
- Sulien series
  - The King's Peace (October 2000, Tor Books, ISBN 0-312-87229-1)
  - The King's Name (December 2001, Tor Books, ISBN 0-312-87653-X)
  - The Prize in the Game (December 2002, Tor Books, ISBN 0-7653-0263-2)
- Tooth and Claw (November 2003, Tor Books, ISBN 0-7653-0264-0) Won the World Fantasy Award.
- Small Change trilogy
  - Farthing (August 2006, Tor Books, ISBN 0-7653-1421-5)
  - Ha'penny (October 2007, Tor Books, ISBN 0-7653-1853-9)
  - Half a Crown (August 2008, Tor Books, ISBN 978-0-7653-1621-9)
- Lifelode (February 2009, NESFA Press,[1] ISBN 1-886778-82-5)
- Among Others (January 2011, Tor Books), ISBN 978-0-7653-2153-4; Nebula Award for Best Novel 2011, Hugo Award for Best Novel 2012, World Fantasy Award nominee
- My Real Children (May 2014, Tor Books), ISBN 9780765332653; Tiptree Award 2014,[2] World Fantasy Award nominee,[3] Aurora Award nominee[4]
- Thessaly trilogy
  - The Just City (January 2015, Tor Books), ISBN 9780765332660
  - The Philosopher Kings (June 2015, Tor Books), ISBN 9780765332677
  - Necessity (July 2016, Tor Books) ISBN 9780765379023

### Altres obres
- GURPS Celtic Myth (with Ken Walton) (1995, roleplaying supplement)
- Muses and Lurkers (2001, poetry chapbook, edited by Eleanor Evans)
- Realms of Sorcery (with Ken Walton) (2002, roleplaying supplement)
- Sybils and Spaceships poetry chapbook (2009, NESFA Press)
- What Makes This Book So Great, collected essays and book reviews (2014, Tor Books) ISBN 0765331934. Review by Paul Di Filippo

### Assaig
- "Story behind "Ha'Penny" by Jo Walton" (2013), from "Story Behind the Book : Volume 1"[5]